# ITRIS

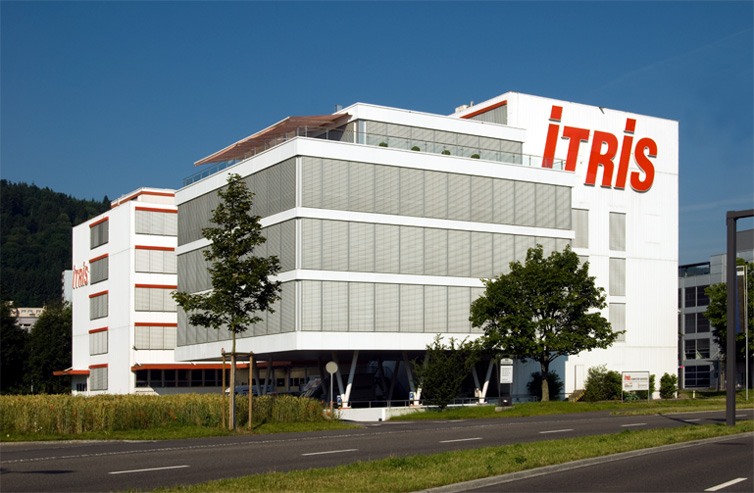
Der Hauptsitz der ITRIS AG in Spreitenbach

ITRIS AG ist eine Schweizer Unternehmensgruppe mit Sitz in Spreitenbach im Kanton Aargau. Während die ITRIS AG als reine Holding fungiert, gehören zur inhabergeführten Gruppe neun operative Gesellschaften, die mit über 600 Mitarbeitenden weltweit im Geschäftsjahr 2024 einen Umsatz von 290 Millionen Schweizer Franken erwirtschafteten.

## Konzernstruktur
Die ITRIS-Unternehmensgruppe ist ein Familienbetrieb, der in zwei grundlegenden Branchen aktiv ist:
- IT-Dienstleistungen an acht Standorten in der Schweiz und acht Standorten in Deutschland, Österreich und Ungarn
- Medizintechnik-Dienstleistungen an sechs Standorten in der Schweiz und einem Standort in Thailand

Die eine Seite der IT-Dienstleistungen für Geschäftskunden bildet der Sektor Vertrieb, IT-Beratung und Systemintegration. Auf der anderen Seite werden IT-Service-Leistungen wie Maintenance, RZ-Services, Cloud (ASP) und Outsourcing angeboten.
Im Medizinbereich ist die Gliederung durch mehrere Gesellschaften in Vertrieb und Service für Organisationen im Gesundheitswesen wie Krankenhäuser, Arztpraxen und Alters- und Pflegeheime aufgeteilt.

## Geschichte
Als Service-Unternehmen im Unterhalt für EDV-Geräte wurde die ITRIS durch Alfred Winkler 1986 in Dietikon gegründet. Mit der Entwicklung des EDV-Wartungsgeschäftes und auch mit den Veränderungen, die sich bei den IT-Anwendern in Richtung Managed Services abzuzeichnen begannen, wurde der Tätigkeitsbereich laufend ausgebaut. Dazu gehörten die Beratung und der Vertrieb von Hardware und Komponenten sowie später Storage-, Backup- und Netzwerk-Lösungen.
Die Geschäftsausweitung erfolgte durch eigenes Wachstum und auch durch mehrere Firmenübernahmen in den letzten Jahren.